# Coppa Italia Primavera 1987-1988
La Coppa Italia Primavera 1987-1988 è stata la sedicesima edizione del torneo riservato alle squadre giovanili iscritte al Campionato Primavera. Il detentore del trofeo era la Cremonese.
La vittoria finale è andata al Torino per la quarta volta nella sua storia.